# スパイダーマン: ロータス
『スパイダーマン: ロータス』（原題：Spider-Man: Lotus）は、スパイダーマンを題材にした2023年のアメリカ合衆国の自主製作映画。ギャビン・J・コノップが製作・監督・共同脚本を務めた。ピーター・パーカー／スパイダーマン役をウォーデン・ウェイン、ハリー・オズボーン役をショーン・トーマス・リード、メリー・ジェーン・ワトソン役をモリア・ブルックリンが務めた。
本作はマーベル・スタジオやソニー・ピクチャーズとは無関係で、インディーゴーゴーを通じてファンから資金を調達した。予告編はTwitterやYouTubeでトレンド入りし、映画の認知を広げるのに役立った。2022年6月、コノップとウェインが差別的な言葉を使ったメッセージがネット上に流出し、マスコミが大きく取り上げたことで本作はメディアの注目を集めた。
2023年8月にYouTubeで公開されたが、視覚効果、テンポ、脚本、演出、演技に一貫性がないと指摘され、評価は賛否両論となった。

## あらすじ
ショッカーと名乗る新たなスーパーヴィランを倒したピーター・パーカーは、ガールフレンドのグウェン・ステイシー、親友のハリー・オズボーン、メリー・ジェーン・ワトソンとのダブルデートに遅刻する。度重なる欠席で最初は軋轢があったが、ピーターは湖での休暇中にグウェンにプロポーズしようと計画する。しかしその直後、ピーターの宿敵グリーン・ゴブリンがグウェンを誘拐し、意識不明のグウェンの遺体をジョージ・ワシントン・ブリッジの上まで運ぶ。ピーターは”スパイダーマン”としてグウェンを救うことに失敗し、その後ゴブリンを殺し2人の戦いに終止符を打つ。
しばらくして、ピーターはスパイダーマンを辞め、グウェンの命を救えなかった自分を責め、他人との関わりを避けるようになる。グウェンが死んだ夜の夢に悩まされたピーターは、グウェンの死を気にかけないMJとハリーに怒りをぶつける。MJは傷つくが、渋々ピーターに手紙を渡し、スパイダーマンに渡すよう頼む。その手紙には、末期の病で苦しむティム・ハリソンという幼い子供を、スパイダーマンが見舞いに来てくれないかと書かれていた。父の死に落胆し、2人の関係がぎくしゃくしていたことを悔やんだハリーは、街を出て酒浸りになり、父の墓参りのためにニューヨークに戻る。
ピーターはスパイダーマンとしてティムと出会い、絆を深める。ティムはマスコミが何と言おうと、スパイダーマンをヒーローとして見ていた。しかし、”橋の上の少女”に何が起こったのか質問されたピーターは、スパイダーマンは偶然の産物で、利己的な欲望のためになっただけだと主張し、彼はヒーローではないとティムに告げる。ピーターはティムを見捨てるが、ティムの母親は、死にゆく少年に希望を与えたいと、ピーターに償いをするよう説得する。ピーターは謝り、ピーターのことをスパイダーマンのカメラマンだと思っていたティムの前でマスクを脱ぐ。ピーターはティムに別れを告げ、恐怖に直面しても強く生きるよう励ます。
ピーターがグウェンの墓参りに戻る中、MJとハリーは関係を修復し始める。ピーターは遠くにティムの墓もあることに気づき、スパイダーマンに”なりたくない”が、人々を力づけるためにスパイダーマンであり続ける”必要がある”ことに気づく。

## キャスト
- ピーター・パーカー／スパイダーマン：ウォーデン・ウェイン
  - 幼少期のピーター：ランドン・コノップ
- ハリー・オズボーン：ショーン・トーマス・リード
- メリー・ジェーン・ワトソン：モリア・ブルックリン
- グウェン・ステイシー：トゥエン・パウエル
- ティム・ハリソン：マクスウェル・フォックス＝アンドリューズ
- ノーマン・オズボーン／グリーン・ゴブリン：ジョン・サランドリア[5]
- フラッシュ・トンプソン：ジャック・ウッテン
- ティムの母親：マリア・フォックス
- ハーマン・シュルツ／ショッカー：ジャスティン・ハーグローブ
- デニス・キャラダイン／バーグラー：ポール・ローガン

## 製作
2021年1月16日、独立系映画監督のギャビン・J・コノップは、スパイダーマンを題材にした映画の製作を発表した。この映画は、インディーゴーゴーを通じてファンから資金を集め、11万2,000ドルを調達した。コノップによると、スパイダーマンの映画を製作するのは彼の夢だったという。本作は『The Kid Who Collects Spider-Man』と『Spider-Man: Blue』という2冊のコミックを大まかに基にしている。
2021年末、コノップは主要キャストとあらすじ、メインテーマを発表した。同年、ティーザーと予告編が自身のチャンネルにアップされた。2021年5月に脚本が完成し、6月に製作が始まり、8月に主要撮影が終了した。撮影はニューヨークで行われた。
2021年10月、マーベル・シネマティック・ユニバースのスパイダーマン映画の監督であるジョン・ワッツは、このプロジェクトを「100％支持する」と述べた。
当初、2022年1月に公開される予定だったが延期された。2022年10月、最終予告編がYouTubeに公開された。
2023年7月、コノップのSNSで本作のワンシーンが公開され、上映時間が120分であることと公開日がが明らかになった。
2023年8月11日にYouTubeで公開された。

## 公開
2023年8月5日にロサンゼルスでプレミア公開され、8月11日にYouTubeで全世界に公開された。

## 論争
2022年6月、主演のウォーデン・ウェインが人種差別、同性愛嫌悪、障害者差別の中傷を使用したメッセージがネット上に流出し、Twitter上で論争を巻き起こした。これを受け、ウェインは直ちに謝罪文を発表し、自身の保守的な生い立ちに言及し、「この映画を観る人々が、（自分の）過去に基づいてこの映画を判断せずにありのままに受け止めてくれることを望み、祈ります。これは、贖罪と暗闇からの脱出についての映画なのです。」と述べた。さらに、同じ日に本作の未完成映像と脚本全文が流出した。
その直後、コノップ監督も人種差別的、障害者差別的な中傷をしていたメッセージが明らかになった。彼はこれに対し、YouTubeに 『Addressing Everything』と題した動画を公開し、流出したメッセージのいくつかはフェイクだと主張する一方、他のメッセージについては自身が10代の頃に投稿したものだと主張し、もうそのような言葉は使わないと約束した。
これらの事件により、多くの視覚効果アーティストがプロジェクトを離れた。出演者のモリア・ブルックリンはプロジェクトへから降りるとした、2023年7月に映画の宣伝に復帰することを決めた。彼女は、プロジェクトに携わっている間に築いた友情に感謝しており、コノップからもウェインからも撮影現場で不快な思いをさせられたことはないと述べた。

## 参照
- Batman Dracula
- The Kid Who Collects Spider-Man
- The Night Gwen Stacy Died
- Spider-Man: Blue
- Viva Spider-Man